# 1290 в Україні

## Особи

### Померли
- Степанський князь Іван Глібович[1]

## Засновані, зведені
- Степань